# Ayam Cemani
L'Ayam Cemani és una raça poc comuna i relativament moderna de gall domèstic originària d'Indonèsia. Ayam significa "pollastre" en indonesi i Cemani és "completament negre" en javanès.

## Origen
La raça es va originar a l'illa de Java, Indonèsia. Va ser importada per primera vegada a Europa el 1998 pel criador neerlandès Jan Steverink. Actualment les poblacions es mantenen als Països Baixos, Alemanya, Eslovàquia i la República Txeca. Hi ha diverses varietats d'Ayam Cemani inclòs el pollastre negre suec. Es creu que l'Ayam Cemani també podria haver estat portar anteriorment a Europa per mariners holandesos que tenien nombrosos contactes tant a Àfrica i Àsia.

## Morfologia
Les aus són completament negres: plomatge negre amb una brillantor verdosa, potes i ungles dels peus negres, bec i llengua negres, cresta i barbetes negres, la carn i els ossos negres i fins i tot els òrgans són foscos. Els galls pesen 2-2,5 kg i les femelles 1,5 a 2 kg. Les gallines no són de descans i produeixen 80 ous blancs amb un lleuger tint rosat per any. Els ous pesen una mitjana de 45 g.